# GOLDEN☆BEST 石野真子
『GOLDEN☆BEST 石野真子』（ゴールデン・ベスト いしのまこ）は、石野真子のベスト・アルバム。2007年9月21日発売。発売元はビクターエンタテインメント。

## 解説
さまざまなレコード会社の共同企画で発売されている "ゴールデン☆ベスト" シリーズの中の1枚。
シングル・セールスの上位19曲を収録している。それまで流通していたベスト・アルバムは、コンセプトがないまま中途半端にシングル曲が収録されていたり、収録曲や音質を変えず価格のみを改定して何度も再発売されたりしていたが、本作品によって1980年代までのシングル曲はほぼ網羅され、音質も格段に向上した。
初CD化音源のほか、シングル・メドレー曲もボーナス・トラックとして収録された。CDトレイ下には収録曲の全シングル・ジャケットが印刷されている。
本アルバム発売を契機に、翌2008年には初めてのCD-BOX『Mako Pack -Premium-』や、オリジナル・アルバムが紙ジャケット仕様で復刻されるに至った。

## 収録曲
1. 春ラ!ラ!ラ! [3:51]
作詞：伊藤アキラ、作曲：森田公一、編曲：竜崎孝路
2. ジュリーがライバル [3:51]
作詞：松本礼児、作曲：幸耕平、編曲：萩田光雄
  - 第30回NHK紅白歌合戦 歌唱曲。トップバッターで歌われた。また、歌唱シーンの合間に白組の沢田研二が映し出された（『ジュリー』とは沢田研二の愛称）。
3. 狼なんか怖くない [3:14]
作詞：阿久悠、作曲：吉田拓郎、編曲：鈴木茂
  - デビュー曲。レコード宣伝用の巨大店頭ポップは、神田神保町のレアモノグッズ店で高額な価格で販売されている（テレビ朝日系バラエティ『くりぃむナントカ』より）。
4. めまい [3:27]
作詞：有馬三恵子、作曲：川口真、編曲：船山基紀
5. ハートで勝負 [3:37]
作詞：松本礼児、作曲・編曲：馬飼野康二
  - 第31回NHK紅白歌合戦 歌唱曲
6. 失恋記念日 [3:45]
作詞：阿久悠、作曲・編曲：穂口雄右
7. わたしの首領 [3:21]
作詞：阿久悠、作曲：吉田拓郎、編曲：馬飼野康二
8. フォギー・レイン [3:30]
作詞：三浦徳子、作曲・編曲：馬飼野康二
9. 恋のハッピー・デート [3:04]
作詞・作曲：B.Findon・M.Myers・B.Puzey、訳詞：森雪之丞、編曲：矢野立美
10. ワンダー・ブギ [4:08]
作詞：阿久悠、作曲・編曲：馬飼野康二
11. 日曜日はストレンジャー [3:34]
作詞：阿久悠、作曲・編曲：筒美京平
12. プリティー・プリティー（Pretty Pretty） [2:56]
作詞：阿久悠、作曲：筒美京平、編曲：船山基紀
13. 彼が初恋 [3:15]
作詞：有馬三恵子、作曲：筒美京平、編曲：矢野立美
  - 原曲は南沙織が歌った『ふるさとの雨』（ファーストアルバム『17才』、1971年10月1日発売）。カヴァーにあたって作詞者の有馬三恵子が詞を書き改めている。
14. バーニング・ラブ [3:51]
作詞：松本礼児、作曲：幸耕平、編曲：萩田光雄
15. 彩りの季節 [3:40]
作詞：有馬三恵子、作曲：川口真、編曲：船山基紀
16. 思いっきりサンバ [3:58]
作詞：有馬三恵子、作曲：筒美京平、編曲：大村雅朗
17. 恋のサマー・ダンス [4:20]
作詞：森雪之丞、作曲：鈴木キサブロー、編曲：萩田光雄
18. 私のしあわせ パートII [3:53]
作詞・作曲：石野真子、編曲：矢野立美
19. 明日になれば [3:44]
作詞：伊藤アキラ、作曲：穂口雄右、編曲：船山基紀
20. 空にカンバス [3:45]
作詞：川村真澄、作曲・編曲：渡辺博也
21. マコ・パック [4:58]
  - シングル・ヒットメドレー。ボーナス・トラック。

## 関連人物
- 阿久悠
- 吉田拓郎